# Villa Volpicelli (al n. 835)
Villa Volpicelli al n. 835 di corso San Giovanni, è una villa storica di Napoli; è sita in zona periferica, nel quartiere di San Giovanni a Teduccio.
L'edificio è sorto nel XVIII secolo; oggi il primitivo impianto risulta offuscato dalle varie trasformazioni e dai rimaneggiamenti attuati nel tempo, soprattutto per quanto riguarda la sopraelevazione.
Gli spazi interni, perlopiù ottocenteschi, mostrano interessanti ambienti d'epoca. Sia l'interno che l'esterno necessiterebbero di un restauro conservativo. Nel 2025 è cominciato il restauro della facciata sul Corso San Giovanni a Teduccio.